# 155년

## 연호
- 후한(後漢) 영수(永壽) 원년

## 기년
- 후한(後漢) 환제(桓帝) 9년
- 신라(新羅) 아달라 이사금(阿達羅泥師今) 2년
- 고구려(高句麗) 차대왕(次大王) 10년
- 백제(百濟) 개루왕(蓋婁王) 28년

## 사건
- 신라, 음력 1월에, 아달라 이사금이 친히 시조묘에 제사를 지내고, 크게 사면하였으며, 흥선(興宣)을 일길찬(一吉飡)으로 삼았다.

## 탄생
- 7월 18일 - 중국의 시인, 정치인 조조. (~220년)

### 미상
- 테르툴리아누스

## 참고 문헌
- 김부식 (1145), 《삼국사기》 〈권2〉 아달라 이사금 조(條)